# Erik Turesson (Bielke) (död 1450)
Erik Turesson (Bielke), död 1450, var en svensk riddare och riksråd.

## Biografi
Turesson  var son till lagmannen Ture Stensson (Bielke) och Birgitta Abrahamsdotter (Tjurhuvud). Turesson arbetade som väpnare och blev 1436 riksråd. År 1441 blev han riddare. Han avled 1450.
Turesson ägde gårdarna Kråkerum och Rävelsta i Altuna socken.

### Familj
Turesson gifte sig 1446 med Birgitta Kristiernsdotter (Vasa). Hon var dotter till drotset Krister Nilsson (Vasa) och Margareta Eriksdotter Krummedige. Birgitta Kristersdotter (Vasa) gifte efter Turessons död sig med den danske marsken Klaus Rönnow (död 1486).